# Ravnholm
Ravnholm er et område på grænsen mellem Lyngby-Taarbæk Kommune og Rudersdal Kommune.
Den del af Ravnholm der ligger i Lyngby-Taarbæk Kommune ligger i den nordlige del af bydelen Lundtofte.
Nærumbanen skærer igennem Ravnholm og der er den lille Ravnholm Station.
Nord for stationen ligger Ravnholm Skov og Mølleåen går igennem denne skov. 
Den danske afdeling af IBM har deres hovedkontor her på Nymøllevej 91 på østside af Nærumbanen i Lyngby-Taarbæk Kommune.
Deres hovedkontor bestod af en halvcirkelformet og en række kvadratiske bygninger.
Den halvcirkelformede bygning er opført i 1991. Bygningen er tegnet af arkitekter MAA Jørgen Bo & Anders Hegelund og PLH Arkitekter A/S.
IBM fraflyttede den halvcirkelformede bygning og den kvadratiske nabobygning og de overgik til Danica Ejendomme og Nordea Ejendomme der forsøgte at leje bygningerne ud til kontorformål.
I 2012 blev ejendommene lejet ud til virksomheden Haldor Topsøe A/S der flyttede sit hovedkontor til bygningerne. I forvejen havde virksomheden bygninger på nordvestsiden af Nærumbanen.
Med 43.000 kvadratmeter var der tale om et af Danmarks største erhvervslejemål.
Danicas ejendomschef betegnede bygningerne som "et af erhvervslivets mest markante bygningsværker".